# AfterLife
AfterLife — девятый студийный альбом американской группы Five Finger Death Punch, вышедший 19 августа 2022 года на лейбле Better Noise Music. Пластинка смогла дебютировать на 10 месте в Billboard 200, продажи альбома составили 29 000 копий за первую неделю.

## Выпуск и продвижение
В мае 2021 года стало известно, что группа записывает новый альбом. Первый сингл «AfterLife» вышел 12 апреля. Второй сингл «IOU» был выпущен 13 мая. В этот же день стала известна дата выхода альбома, список композиций и обложка. Продюсером вновь стал Кевин Чурко, работавший с группой ещё со времён альбома War Is the Answer. Запись происходила в студии The Hideout Recording Studio. Третий сингл «Welcome To The Circus» был выпущен 10 июня. Четвертый сингл «Times Like These» был выпущен 8 июля.
Гитарист Золтан Батори перед выпуском альбома высказал своём мнение о записи:

Afterlife является моей любимой пластинкой. Это наш девятый альбом, так что на данный момент у нас есть легионы преданных поклонников, и наш фирменный звук более чем устоялся. Он стал своим собственным островом, нашим эпицентром, с которым мы работаем, и мы всегда можем вернуться. Поэтому, когда мы начали эту запись, было волнение от надвигающихся музыкальных приключений, мы знали, что можем уйти так далеко, как захотим, действительно была свобода «все дозволено».
Оригинальный текст (англ.)Afterlife was hands down my favorite record to make. It is our ninth album so at this point, we have legions of loyal fans, and our signature sound is more than established. It became its own island, our ground zero we operate from and we can always come back to. So when we started this record, there was an excitement of impending musical adventures, we knew we could step away as far as we wanted to, there was a freedom of truly 'anything goes'.
— 
В поддержку альбома, группа анонсировала тур по Северной Америке вместе с Megadeth, The Hu и Fire From The Gods, который пройдет с августа по октябрь 2022 года.
Сразу 2 клипа вышли 12 октября на песни «Times Like These» и «Welcome To The Circus». Данные клипы представляют собой отдельные эпизоды графического романа под названием «AfterLife», написанного гитаристом Золтаном.

## Критика
| Оценки критиков   | Оценки критиков |
| Источник          | Оценка          |
| ----------------- | --------------- |
| Classic Rock      | [ 12 ]          |
| Kaaoszine         | [ 13 ]          |
| Soundi            | [ 14 ]          |
| Metal Hammer      | [ 15 ]          |
| Wall of Sound     | (7.5/10)        |
| Sputnikmusic      | (1.0/5)         |
| AllMusic          | [ 1 ]           |
| Rock Sins         | (5/10)          |
| Hysteria Magazine | (7/10)          |

Альбом получил смешанные отзывы критиков. Тиана Спетер из Hysteria Magazine положительно высказалась о пластинке, сказав: "Спустя 15 лет после выхода их дебютного альбома AfterLife в основном уравновешивают свои невероятно тяжелые моменты взвешенными экспериментами и четкой техникой по всем направлениям". Команда сайта Wall of Sound высказала своё мнение о записи: "Альбом в целом довольно типичный и рассчитан на фанатов. Любые сидящие за забором, вероятно, спрыгнут, поскольку ничего нового не предлагается". Саймон Крэмптон из Rock Sins дал альбому оценку 5/10, сказав следующее: "Afterlife - это альбом, который вызовет много разговоров. Здесь есть несколько хороших песен, и моменты, когда они пытаются расширить свое звучание, достойны восхищения, даже если они не совсем работают. Но, несмотря на все это, по своей сути это всего лишь еще один альбом Five Finger Death Punch".  Рич Хобсон из Metal Hammer похвалил пластинку за её экспериментальность, сказав: "Таланты Five Finger Death Punch по-прежнему проявляются, правильное сочетание захватывающих дух гимнов и проникновенных баллад гарантирует, что бросок костей не заставит их сойти с ума".
Марко Сяйнекоски из Soundi упрекнул группу в быстро написанной и сразу же забываемой пластинке, придя к выводу, что "Five Finger Death Punch иногда были работоспособной метал-группой, но сегодня оркестр беден с точки зрения содержания. Внешняя структура у него еще в порядке, но душа отсутствует". Sputnikmusic критично отозвался о записи, поставив 1/5 и назвав её "пожаром в мусорном контейнере".

## Список композиций
| №                   | Название                | Длительность |
| ------------------- | ----------------------- | ------------ |
| 1.                  | «Welcome To The Circus» | 4:17         |
| 2.                  | «AfterLife»             | 4:04         |
| 3.                  | «Times Like These»      | 3:30         |
| 4.                  | «Roll Dem Bones»        | 3:20         |
| 5.                  | «Pick Up Behind You»    | 3:09         |
| 6.                  | «Judgement Day»         | 4:53         |
| 7.                  | «IOU»                   | 4:27         |
| 8.                  | «Thanks For Asking»     | 3:19         |
| 9.                  | «Blood and Tar»         | 3:23         |
| 10.                 | «All I Know»            | 5:12         |
| 11.                 | «Gold Gutter»           | 3:54         |
| 12.                 | «The End»               | 3:43         |
| Общая длительность: | Общая длительность:     | 47:11        |

## Чарты и сертификации
| Чарты (2022)                                  | Высшая позиция |
| --------------------------------------------- | -------------- |
| Австралия (ARIA)                              | 6              |
| Австрия (Ö3 Austria)                          | 3              |
| Нидерланды (Album Top 100)                    | 16             |
| Германия (Offizielle Top 100)                 | 3              |
| Бельгия/Фландрия (Ultratop)                   | 12             |
| Франция (SNEP)                                | 66             |
| Бельгия/Валлония (Ultratop)                   | 50             |
| Канада (Canadian Albums Chart)                | 26             |
| Швейцария (Schweizer Hitparade)               | 1              |
| Венгрия (MAHASZ)                              | 34             |
| Польша (ZPAV)                                 | 35             |
| Норвегия (VG-lista)                           | 11             |
| Шотландия (Scottish Albums Chart)             | 9              |
| Финляндия (Suomen virallinen lista)           | 1              |
| Новая Зеландия (RMNZ)                         | 38             |
| Испания (PROMUSICAE)                          | 78             |
| Швеция (Sverigetopplistan)                    | 12             |
| Великобритания (UK Albums Chart)              | 19             |
| Великобритания (UK Independent Albums Chart)  | 2              |
| Великобритания (UK Rock & Metal Albums Chart) | 1              |
| США (Billboard 200)                           | 10             |
| США (Billboard Independent Albums)            | 2              |
| США (Billboard Top Rock Albums)               | 2              |
| США (Billboard Top Hard Rock Albums)          | 1              |

| «AfterLife»             | 1  | 1 | 28 |
| «IOU»                   | 3  | — | 37 |
| «Welcome To The Circus» | 1  | — | 35 |
| «Times Like These»      | 10 | 1 | 44 |
| «The End»               | —  | — | 50 |
| «Judgement Day»         | 21 | — | —  |

## Участники записи
Данные с сайта AllMusic.

| - Айвен Муди — вокал - Золтан Батори — гитара - Энди Джеймс — гитара - Крис Кейл — бас-гитара - Чарли Энген — ударные, перкуссия | - Кевин Чурко — продюсер, звукоинженер, микширование - Тристан Хардин — звукоинженер, микширование - Кейн Чурко — звукоинженер - Хлоя Чурко — студийный менеджер - Зои Тралл — студийный менеджер |